# Pejšova Lhota
Pejšova Lhota (německy Pejsch Lhota) je samota, část městyse Borotín v okrese Tábor v Jihočeském kraji. Nachází se asi 1 km na západ od Borotína. Jsou zde evidovány dvě adresy. V roce 2011 zde trvale žilo sedm obyvatel.
Pejšova Lhota leží v katastrálním území Pikov o výměře 8,35 km².

## Historie
První písemná zmínka o vesnici pochází z roku 1386.

## Obyvatelstvo
| Rok            | 1869 | 1880 | 1890 | 1900 | 1910 | 1921 | 1930 | 1950 | 1961 | 1970 | 1980 | 1991 | 2001 | 2011 | 2021 |
| -------------- | ---- | ---- | ---- | ---- | ---- | ---- | ---- | ---- | ---- | ---- | ---- | ---- | ---- | ---- | ---- |
| Počet obyvatel | 23   | 21   | 24   | 18   | 23   | 26   | 24   | 9    | 8    | 8    | 10   | 9    | 8    | 7    | 5    |
| Počet domů     | 2    | 2    | 2    | 2    | 2    | 2    | 2    | 2    | 2    | 2    | 2    | 2    | 2    | 2    | 2    |

## Obecní správa
Při sčítání lidu v letech 1850–1920 Pejšova Lhota byla osadou obce Řevnov, se kterým patřila nejprve do okresu Sedlčany, ale od roku 1880 v okrese Tábor. V letech 1921–1959 byla osadou obce Pikov v okrese Tábor. Od roku 1960 je částí městyse Borotín v okrese Tábor.

## Další fotografie

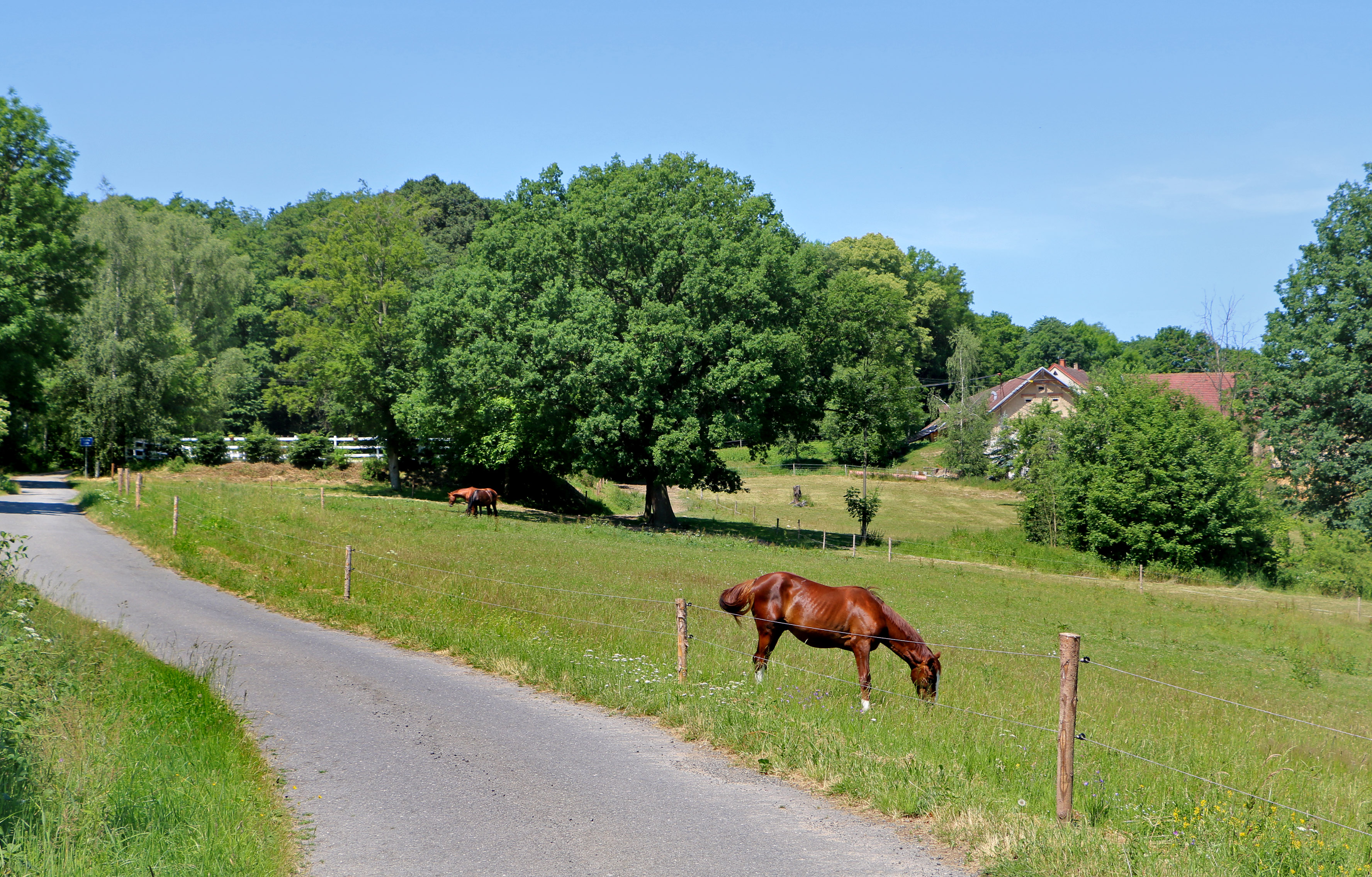
Pastviny u statku
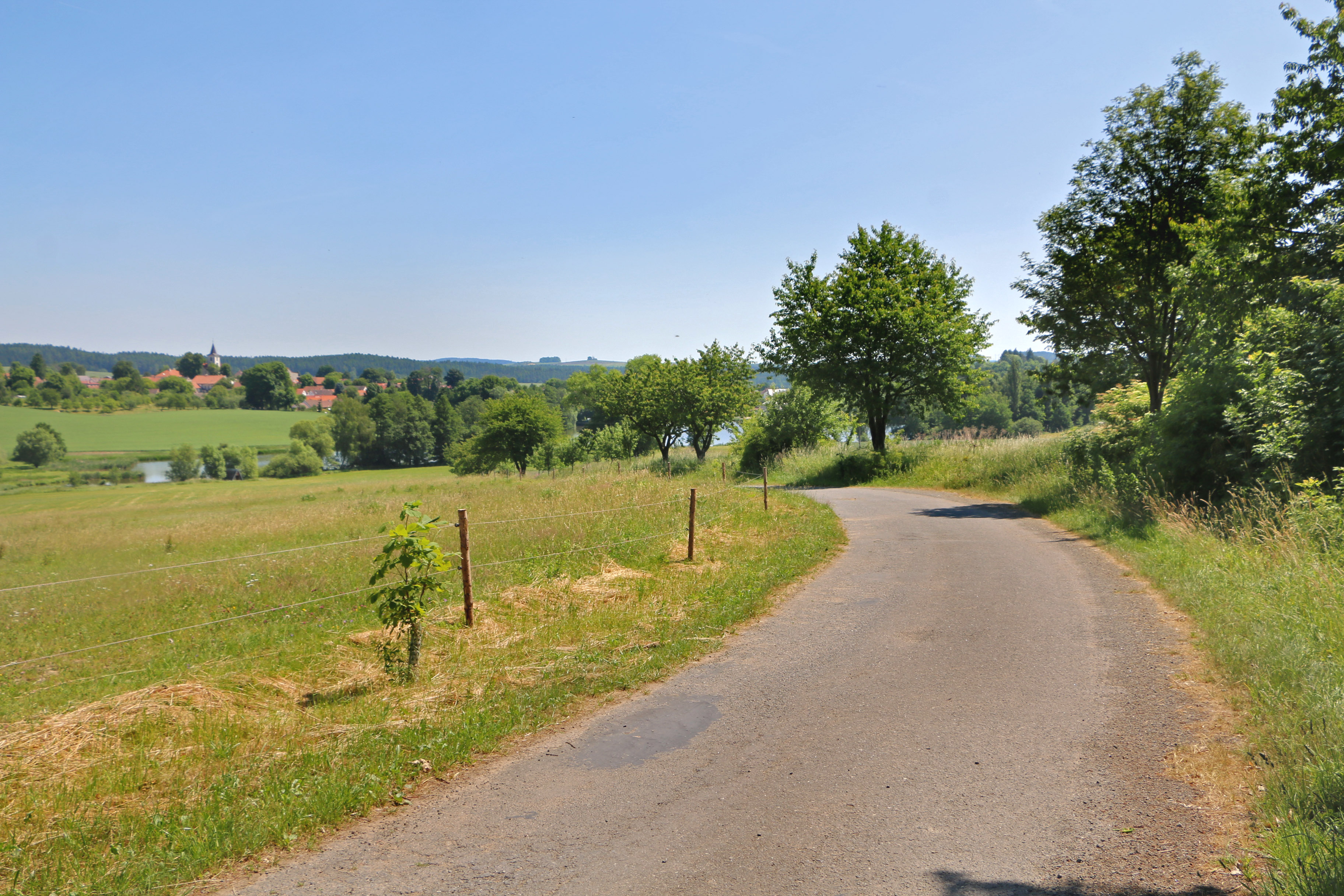
Příjezdová silnice
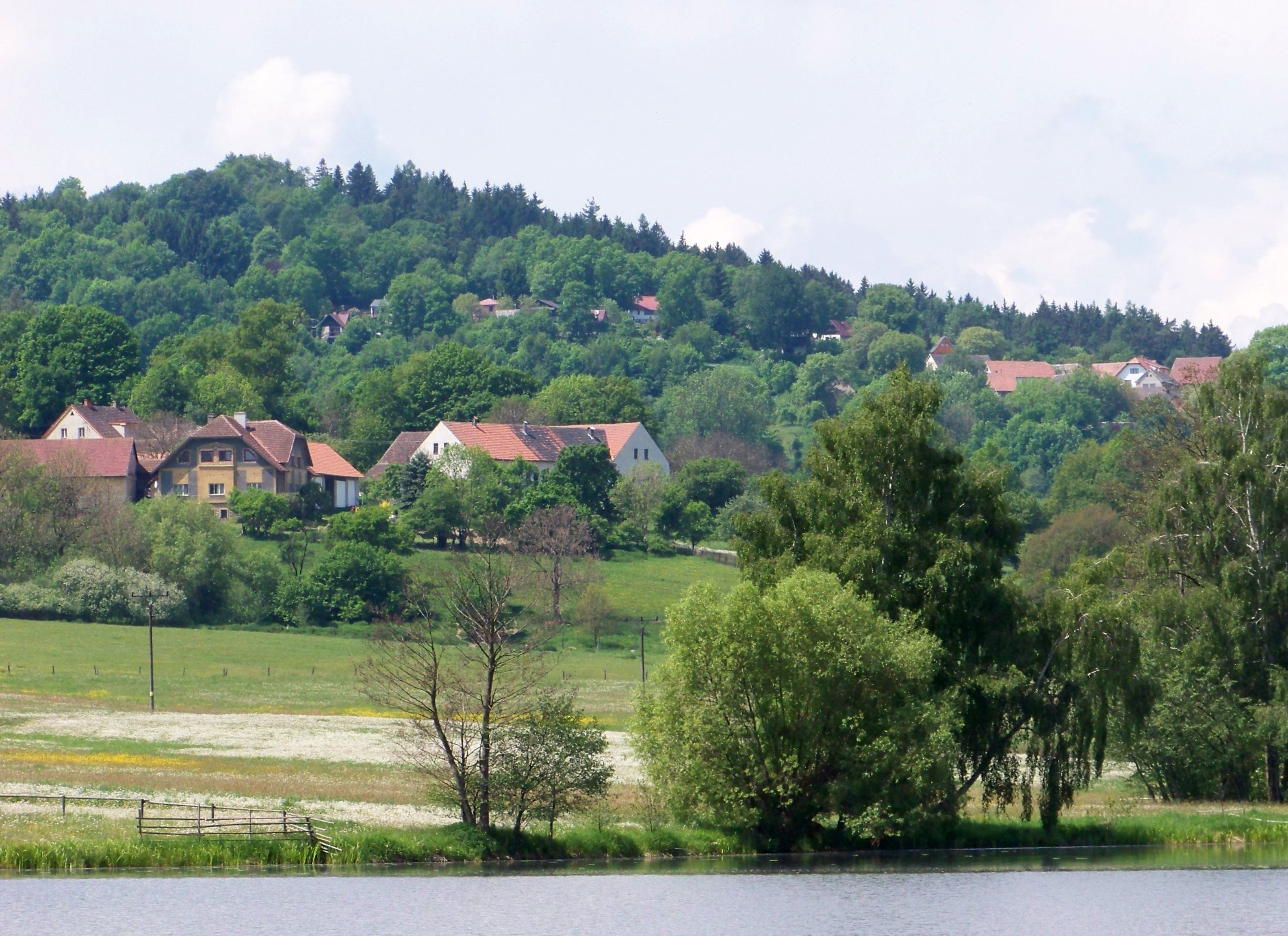
Pohled od Borotínského rybníka